# Lijst van beschermd erfgoed in Habay
Onderstaande tabel geeft een overzicht van de beschermde erfgoederen in de gemeente Habay. Het beschermd erfgoed maakt deel uit van het cultureel erfgoed in België.
| Object | Bouwjaar/architect | Deelgemeente     | Adres                         | Coördinaten                   | Nummer?                | Afbeelding |
| --- | ------------------ | ---------------- | ----------------------------- | ----------------------------- | ---------------------- | --- |
| Wasplaats (M) | 1896               | Rulles           | Rue de la Fontaine (Marbehan) | 49° 43' 36" NB, 5° 32' 7" OL  | 85046-CLT-0001-01 Info | Wasplaats (M) |
| Wasplaats (M) | 1896               | Rulles           | Rue de Grimodé (Harinsart)    | 49° 42' 34" NB, 5° 31' 58" OL | 85046-CLT-0002-01 Info | Wasplaats (M) |
| Ensemble van de Sint-Hubertuskapel, omringd door drie lindebomen en gelegen langs de weg naar Habay-la-Vieille (S)                                            |                    | Habay-la-Vieille | Rue de la Rochette            | 49° 43' 57" NB, 5° 37' 6" OL  | 85046-CLT-0003-01 Info | |
| Sint-Hubertuskapel (M) |                    | Habay-la-Vieille | Rue de la Rochette 53         | 49° 43' 57" NB, 5° 37' 12" OL | 85046-CLT-0004-01 Info | |
| Mergelgroeve en gentiaanweide (S) |                    | Rulles           | Rue de Grimodé                | 49° 42' 3" NB, 5° 31' 43" OL  | 85046-CLT-0005-01 Info | |
| Kapel Onze-Lieve-Vrouw van de Karmelberg, de zeshoekige muur van de kapelhof en alle grafstenen (architecturaal geheel) Ensemble van de kapel en omgeving (S) |                    | Rulles           | Au Petit Moulin               | 49° 43' 8" NB, 5° 33' 56" OL  | 85046-CLT-0006-01 Info | Kapel Onze-Lieve-Vrouw van de Karmelberg, de zeshoekige muur van de kapelhof en alle grafstenen (architecturaal geheel) Ensemble van de kapel en omgeving (S) |